# Pferdelady
Pferdelady (orig. Wild Horse Hank, alt. Hard Ride Hank, Hard Ride to Rantan oder Long Shot) ist ein kanadisches Abenteuer-Filmdrama von 1979 nach dem Jugendbuch The Wild Horse Killers von Mel Ellis aus dem Vorjahr. Regie führte Eric Till mit Linda Blair, Michael Wincott und Richard Crenna. Der Film erzählt die Abenteuer eines mutigen unabhängigen jungen Cowgirls namens Hank (Linda Blair), das ihr Leben lang mit Pferden zu tun hatte. Der Film wurde zwischen August und Oktober 1978 im Dinosaur Provincial Park und im Waterton-Lakes-Nationalpark in Alberta, Kanada, gedreht und erstmals 1982 im Fernsehen ausgestrahlt. Am 16. September 2008 erschien er auf DVD.

## Handlung
Als Hank eines Tages auf der Suche nach ihrem Hengst unterwegs ist, stößt sie auf einige Pferdejäger, die eine Herde Mustangs zusammentreiben, um sie als Tierfutter zu verkaufen. Hank folgt den Jägern in die Stadt und lässt die Pferde frei. Wenn Hank die Mustangs retten möchte, dann muss sie die Tiere auf Federal Land bringen, wo sie geschützt sind. Aber um dorthin zu gelangen, muss sie die Pferde quer durch die Wüste, durch einen Fluss, über eine Bergkette und insgesamt etwa 150 Meilen weit treiben.
Pace, Hanks Vater, ist zunächst gegen Hanks Plan, die Pferde zu retten, stimmt aber schließlich zu. Hank beginnt ihr Abenteuer, indem sie die Pferde in Richtung des Rantan-Wildschutzgebiets treibt. Aber der Viehtrieb wird bald zu einem Wettstreit mit den Wilderern, die Hank überlisten wollen.

## Kritik
„Publikumswirksam in Szene gesetzte Familien- und Abenteuerunterhaltung.“